# Achaearanea
Achaearanea là một chi nhện trong họ Theridiidae.